# Gieseritz
Gieseritz è una frazione del comune tedesco di Wallstawe, nella Sassonia-Anhalt.

Fino al 1º luglio 2009 ha costituito un comune autonomo.

## Storia
Gieseritz fu menzionata per la prima volta in un documento del 1375.